# Villa del Pischiello
La Villa del Pischiello è un edificio del 1720 voluto come residenza estiva, in sostituzione della vicina Bastìa Corgna, da Uguccione II dei marchesi di Sorbello. Il nome derivava da un'attigua sorgente di acqua limpidissima. Un viale di tre chilometri (un tempo attraversato dalle carrozze signorili) circondato da un giardino all'italiana conduceva alla dimora gentilizia con ampia vista sul lago Trasimeno. Ora la villa si trova nel territorio comunale di Passignano, in provincia di Perugia.

## Storia
La villa, sita su una collina di 553 metri, considerando i non pochi esponenti dei Bourbon e la possibilità di tanti visitatori, fu completata da maestranze locali, nel 1779, per decisione del marchese Lodovico IV.
L'edificio costituiva il fulcro di un produttivo borgo (19,41 km quadrati e 637 abitanti), dove venivano raccolte e lavorate le olive, sistemati i cereali e prodotto un buon vino. Il paesello era formato da alcune case degli agricoltori, ma anche da quelle (con officina) di artigiani, quali il falegname e il fabbro. Era presente, inoltre, la cappella della Madonna del Pischiello, assai venerata dai locali, dove venivano tumulati i Bourbon di Sorbello. Questi dimoravano abitualmente nell'omonimo castello feudale (nell'attuale comune di Cortona) e nel palazzo di Perugia, in piazza Piccinino: per l'amenità del luogo trascorrevano qui buona parte della buona stagione.
La villa disponeva di numerose sale, riccamente decorate ed arredate, con tutte le comodità che si potevano avere allora: era quella che nel Settecento veniva definita un luogo di delizie.
L'edificio, invero, acquisì notorietà pure per il seguente motivo: l'americana Romeyne Robert, consorte di Ruggero Ranieri di Sorbello, nel 1904, promosse l'avviamento di una scuola di ricami, all'interno della tenuta, procurando occupazione a centoventi donne del posto. L'iniziativa era nata all'interno delle Industrie Femminili Italiane (I.F.I.), di cui Cora Slocomb, di origini americane e sposata con il conte Detalmo Savorgnan di Brazzà, era stata promotrice e ne era presidentessa. La marchesa ebbe l'esclusiva su varie tecniche di ricamo, ma soprattutto sul Punto Umbro Antico, con il quale furono create piccole opere d'arte. La scuola era diretta da Carolina Amari, figlia di Michele Amari che era stato ministro della Pubblica Istruzione. Nel 1934 il fallimento dell'I.F.I. e gli onerosi tributi del governo contribuirono alla chiusura dei laboratori.
Dopo l'ultima guerra la villa visse, purtroppo, in uno stato di incuria e abbandono. Nel 2008 fu venduta alla ART Spa (Advanced Research Technologies) fatta eccezione per la cappella rimasta di proprietà degli eredi Bourbon di Sorbello, che , dopo opere di restauro parziale del borgo, ha qui stabilito la sede principale delle sue attività di sviluppo e produzione. 
Il borgo è attualmente suddiviso in 6 complessi aventi differenti destinazioni d'uso (la villa, l'ex opificio, la cappella con annessa canonica, il magazzino ed altri 2 edifici destinati ad uso abitativo) tutti messi in sicurezza e protetti dal degrado durante la prima fase dei lavori iniziata nel 2008. 
La ART Spa ha le sue attività quasi esclusivamente nel complesso che ospitava le stalle, il frantoio e il mulino ma ha presentato dei piani di recupero e ristrutturazioni, con inizio lavori prevista per primi mesi del 2018,  delle restanti parte del borgo con l'obiettivo di estendere le sue attività e recuperare anche gli altri edifici.